# العائلة الملكية الإسبانية
عائلة بوربون-آنجو، أو آل بوربون (بالإسبانية: Casa de Borbón)‏، هي العائلة الحاكمة لمملكة إسبانيا حاليا. تتكون العائلة المالكة الإسبانية الحالية من الملك الحالي الملك فيليب السادس، وقرينته الملكة ليتيزيا، وبنتيهما الأميرة ليونور أميرة أستورياس، والأميرة إنفانتا صوفيا من إسبانيا، ووالدي فيليب السادس الملك خوان كارلوس الأول وعقيلته الملكة صوفيا. تنحدر عائلة بوربون-آنجو من عائلة آل بوربون، والتي تنحدر بدورها من الملك فيليب الخامس ملك إسبانيا. تعيش العائلة المالكة في قصر لازارزويلا في مدريد، على الرغم من أن مقر إقامتهم الرسمي هو القصر الملكي في مدريد.

## الألقاب والرتب
ألقاب العائلة المالكة هي كما يلي:

شعار الملكية في إسبانيا

- شاغل العرش هو الملك أو الملكة، إلى جانب الألقاب الأخرى المُتعلقة بالتاج أو أفراد العائلة المالكة، على غرار صاحب الجلالة أو صاحبة الجلالة.
- تحمل زوجة الملك لقب الملكة أو القرينة أو صاحبة الجلالة .
- زوج الملكة الحاكمة ، والمعروف باسم حرم ملكة إسبانيا، يحمل لقب أمير ولقب صاحب السمو الملكي. حصل فرانسيسكو دي أسيس دي بوربون زوج الملكة إيزابيلا الثانية، على لقب الملك ولقب صاحب الجلالة من خلال زوجته التي تولت الحُكم آنذاك.
- يحمل الوريث الظاهر للملك أو الوريث المفترض لقب أمير أو أميرة أستورياس على غرار لقب صاحب السمو الملكي أو صاحبة السمو الملكي .
- يحمل أبناء وبنات الملك دون احتساب أمير أو أميرة أستورياس، وكذلك أبناء الأمير أو الأميرة، يحملون لقب إنفانتي أو إنفانتا من إسبانيا، ويُطلق عليهم لقب صاحب السمو الملكي أو صاحبة السمو الملكي. أبناء إنفانتي أو إنفانتا لديهم رُتبة (ولكن ليس لقب) غراندي ، وأسلوب صاحب السعادة.
- يحق للأزواج والأرامل من أبناء وبنات الملك، بخلاف أمير أو أميرة أستورياس، الحصول على إحدى الألقاب التي قد يمنحها لهُم الملك.

## أفراد العائلة الملكية

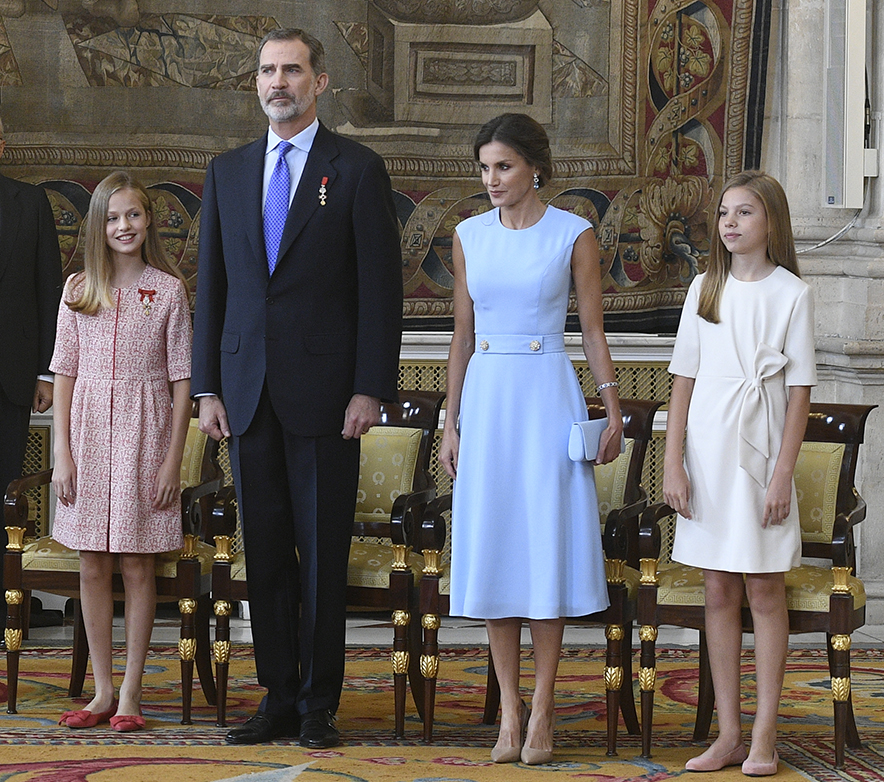
الملك فيليبي السادس والملكة ليتيزيا وابنتيهما ليونور أميرة أستورياس والأميرة إنفانتا صوفيا من إسبانيا.

- الملك فيليب السادس والملكة ليتيزيا (الملك وزوجته)
  - ليونور أميرة أستورياس (ابنة الملك، الوريث المفترض)
  - إنفانتا صوفيا من إسبانيا (ابنة الملك)
- الملك خوان كارلوس الأول والملكة صوفيا (والدا الملك)

## أفراد عائلة الملك
- إنفانتا إلينا (دوقة لوغو) [الإنجليزية] (أخت الملك)
  - الدون فيليبي دي ماريشالار وبوربون (ابن أخت الملك)
  - الدونة فيكتوريا دي ماريشالار وبوربون (ابنة أخت الملك)
- إينفانتا كريستينا والدون إيناكي أوردانغاران (أخت الملك وصهره)
  - الدون خوان أوردانغاران وبوربون (ابن أخت الملك)
  - الدون بابلو أوردانغاران وبوربون (ابن أخت الملك)
  - الدون ميغيل أوردانغاران وبوربون (ابن أخت الملك)
  - الدونة إيريني أوردانغاران وبوربون (ابنة أخت الملك)
- أبناء الراحلة إنفانتا بيلار (دوقة بطليوس) (عمة الملك الراحلة):
  - الدونة سيمونيتا غوميز أسيبو وبوربون (ابنة عمة الملك)
  - فيكونت لا توري (ابن عمة الملك)
  - الدون برونو غوميز أسيبو وبوربون (ابن عمة الملك)
  - الدون لويس غوميز أسيبو وبوربون (ابن عمة الملك)
  - الدون فرناندو غوميز أسيبو وبوربون (ابن عمة الملك)
- إنفانتا مارغريتا (دوقة سوريا) [الإنجليزية] وكارلوس زوريتا (دوق سوريا وهرناني) [الإنجليزية] (خالة الملك وزوجها)
  - الدون ألفونسو زوريتا وبوربون (ابن خالة الملك)
  - الدونة  زوريتا وبوربون (ابن خالة الملك)

## الحياة العامة

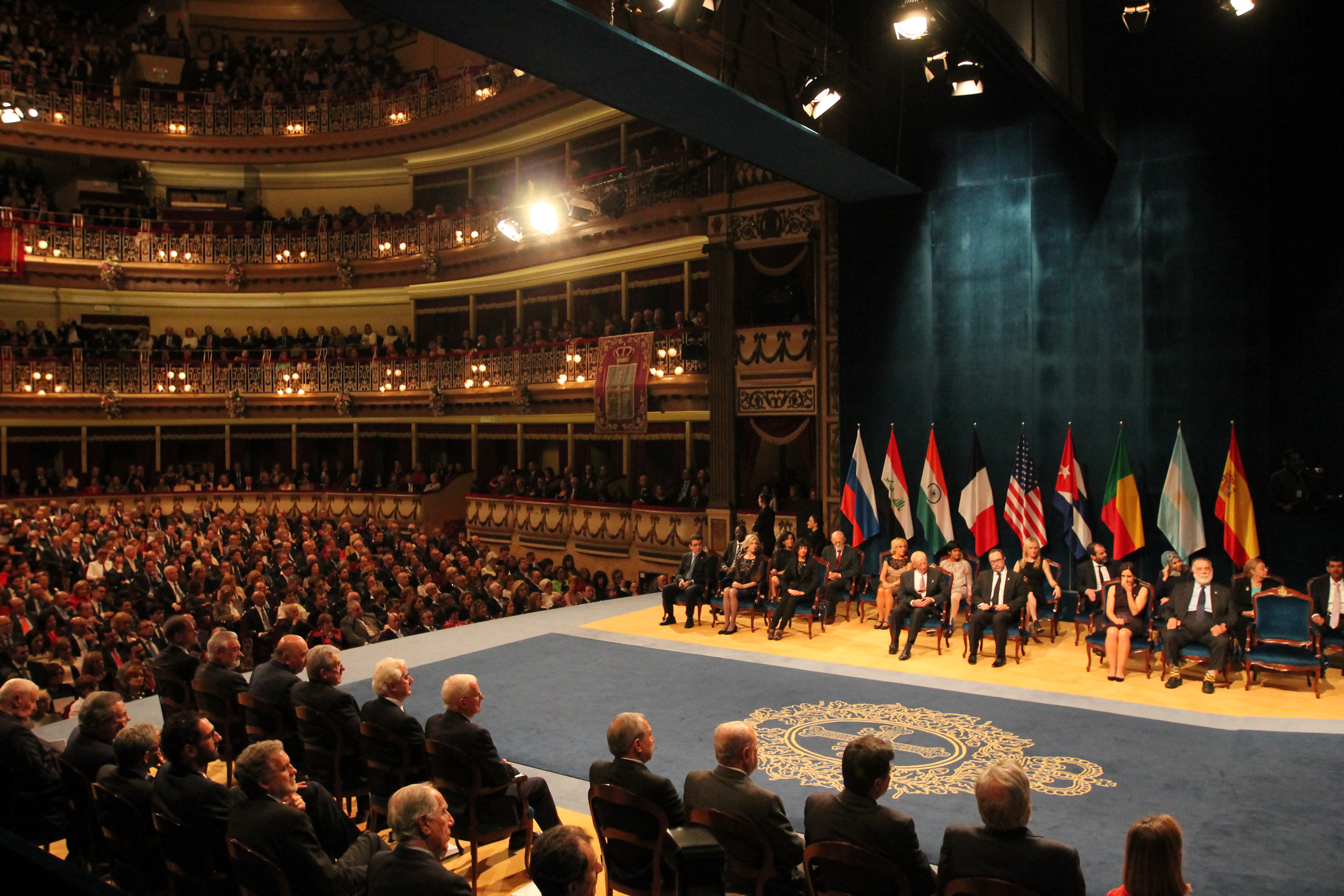
حفل توزيع جائزة أميرة أستورياس السنوية.

غالبًا ما تطلب المنظمات الخيرية أو الثقافية أو الدينية غير الربحية داخل إسبانيا وخارجها من أعضاء العائلة الملكية الإسبانية أن يُصبحوا رعاة لهم [الإنجليزية]، وهو دور يعترف به الدستور الإسباني في المادة 62 من الباب الثاني له. غالبًا ما يرفع الوجود الملكي بشكل كبير من صورة المنظمة ويجذب التغطية الإعلامية والاهتمام العام الذي قد لا تحصل عليه المنظمة بطريقة أخرى. وتستفيد هاته المُنظمات أيضا من الشهرة الكبيرة لأفراد العائلة الملكية إما في سبيل جمع الأموال أو لتعزيز سياسة الحكومة.
بالإضافة إلى ذلك، يُمكن لأفراد العائلة المالكة أيضًا السعي وراء مصالحهم الخيرية والثقافية. تُخصص الملكة صوفيا الكثير من وقتها لمؤسسة الملكة صوفيا (بالإسبانية: Fundación Reina Sofía)‏؛  بينما تُقدم ليونور أميرة أستورياس جائزة أميرة أستورياس السنوية (بالإسبانية: Premios Princesa de Asturias)‏، وهي جائزة تهدف إلى تعزيز «القيم العلمية والثقافية والإنسانية التي تشكل جزءًا من التراث العالمي للبشرية». هاته الجائزة تُنظمُها مُؤسسة أميرة أستورياس (بالإسبانية: Fundación Princesa de Asturias)‏ تقديراً لمُساهمات الأفراد والكيانات و/أو المُنظمات من جميع أنحاء العالم الذين يحققون إنجازات ملحوظة في العلوم أو العلوم الإنسانية أو الشؤون العامة.
يشغل الملك فيليب السادس منصب رئيس مُنظمة الدول الأيبيرية الأمريكية التي تستضيف القمة الأيبيرية الأمريكية السنوية، ويشغل كذلك منصب رئيس مؤسسة كوديسبا التي تُمول أنشطة التنمية الاقتصادية والاجتماعية في أمريكا اللاتينية ودول أخرى، ويشغل منصب رئيس الفرع الإسباني لجمعية الصحفيين الأوروبيين، والتي تتألف من صحفيين ومُتخصصين بارزين في مجال الإعلام والاتصالات. يشغل الملك فيليب السادس أيضًا منصب الرئيس الفخري لحفل توزيع الجوائز الوطنية لوزارة الثقافة.
إنفانتا إلينا (دوقة لوغو)، الابنة الكُبرى لخوان كارلوس، هي مُديرة المشاريع الثقافية والاجتماعية في مُؤسسة مابفري،  بينما عملت إنفانتا كريستينا، الابنة الصغرى لخوان كارلوس، كسفيرة للنوايا الحسنة لدى الأمم المتحدة، وهي كذلك عضو في مجلس أمناء مؤسسة دالي، ورئيسة للاتحاد الدولي للإبحار لذوي الاحتياجات الخاصة، ومديرة الرعاية الاجتماعية في مؤسسة لا كايكسا في برشلونة حيث تعيش مع عائلتها.
الملك خوان كارلوس والملكة صوفيا وإنفانتا كريستينا جميعهم أعضاء في مجموعة بلدربيرغ، وهي مؤسسة فكرية غير رسمية تُركز على العلاقات بين الولايات المُتحدة والدول الأوروبية، وقضايا عالمية أخرى.